# Michaił Kluczenowicz
Michaił Wasiljewicz Kluczenowicz, ros. Ключенович Михаил Васильевич (ur. 20 listopada 1901 r. w Starobinie, zm. w 1938 r. w ZSRR) – białoruski, a następnie rosyjski działacz polityczno-społeczny, publicysta i pisarz.
Uczył się w gimnazjum w Słucku. W 1920 r. wstąpił do nowo formowanych wojsk gen. Stanisława Bułak-Bałachowicza. Po zakończeniu walk z bolszewikami zamieszkał we wsi Puzycze w okręgu łuninieckim. W 1922 r. pod zarzutem prowadzenia działalności antypaństwowej polskie władze wysiedliły go z tamtego rejonu, w związku z czym M. W. Kluczenowicz osiadł w Pińsku, gdzie znalazł pracę w kinoteatrze „Casino” jako kasjer i bileter. Jednocześnie otworzył w mieście bibliotekę rosyjską, a następnie rozpoczął działalność literacką, wydając kilka broszur po rosyjsku i białorusku (m.in. „Po skolzkoj dorożkie”). W 1925 r. organizował pińskie struktury Białoruskiej Włościańsko-Robotniczej Hromady, a także oddział wileńskiego Białoruskiego Banku Kooperacyjnego. W latach 1928–1929 blisko współpracował z przewodniczącym pińskiego sekretariatu Białoruskiego Włościańsko-Robotniczego Klubu Poselskiego „Zmahanie”. Po jego zlikwidowaniu zaangażował się w działalność rosyjskiego ruchu narodowego. W sierpniu 1930 r. nawiązał kontakty z głównymi działaczami rosyjskimi w Pińsku, uczestnicząc w wyborach do rady miejskiej. Jego biblioteka stała się wkrótce czołowym ośrodkiem miejscowego ruchu rosyjskiego. Próbował utworzyć organizację młodzieżową pod nazwą Duchowe Bractwo Chrześcijańskie, ale nie zostało ono zalegalizowane przez władze polskie. W 1931 r. wszedł w skład redakcji tygodnika „Pod niebom Polesja. Organ russkoj mysli na Polesje”, a następnie pisma „Pinskij gołos”. Na pocz. marca 1933 r. wojewoda pozbawił M. W. Kluczenowicza prawa pobytu na terytorium województwa poleskiego, w wyniku czego wyjechał do ZSRR. Zamieszkał w kazachskiej wsi Saryagacz, gdzie pracował jako buchalter. W poł. września 1937 r. został aresztowany przez NKWD. Po procesie skazano go na pocz. stycznia 1938 r. na karę śmierci, wkrótce wykonaną.